# لأو هيل (باكينجهامشير)
لأو هيل (بالإنجليزية: Ley Hill)‏ هي قرية تقع في المملكة المتحدة في باكينجهامشير.